# Until You Come Back to Me (That’s What I’m Gonna Do)
Until You Come Back to Me (That’s What I’m Gonna Do) – singel Arethy Franklin z 1973 roku, pochodzący z jej albumu Let Me in Your Life.
Piosenkę napisali Stevie Wonder, Clarence Paul oraz Morris Broadnax. Choć Wonder nagrał własną wersję już w 1967 roku, to jednak wydał ją dopiero na składance Looking Back w 1977 roku. Utwór spopularyzowała Aretha Franklin, wydając go jako singel jesienią 1973 roku. Nagranie spotkało się z sukcesem i zostało umieszczone na jej albumie Let Me in Your Life z 1974 roku.

## Lista ścieżek
- Singel 7-calowy[1]

A. „Until You Come Back to Me (That’s What I’m Gonna Do)” – 3:25
B. „If You Don’t Think” – 3:49

## Pozycje na listach
| Kraj              | Lista                 | Najwyższa pozycja |
| ----------------- | --------------------- | ----------------- |
| Kanada            | RPM 100 Singles       | 8                 |
| Stany Zjednoczone | Hot 100               | 3                 |
| Stany Zjednoczone | Adult Contemporary    | 33                |
| Stany Zjednoczone | Hot R&B/Hip-Hop Songs | 1                 |
| Wielka Brytania   | UK Singles Chart      | 26                |

## Covery
- Johnny Mathis i Deniece Williams nagrali cover utworu na wspólny album That’s What Friends Are For w 1978 roku.
- W 1983 roku Leo Sayer nagrał własną wersję piosenki na album Have You Ever Been in Love i wydał ją jako singel, który dotarł do 51. miejsca na liście przebojów w Wielkiej Brytanii[7].
- Luther Vandross wydał cover piosenki na swoim albumie Busy Body z 1983 roku jako część medleya z utworem „Superstar”.
- Basia nagrała ten utwór na płytę London Warsaw New York z 1990 roku. Został on wydany jako singel pod koniec roku i dotarł do 33. miejsca na liście Adult Contemporary amerykańskiego magazynu Billboard[8]. Teledysk do piosenki został nagrany w Seattle, wyreżyserowany przez Nicka Morrisa.
- Miki Howard nagrała cover piosenki na swój album Miki Howard z 1989 roku. Jej wersja dotarła do 3. miejsca na liście R&B w Stanach Zjednoczonych[9] i 67. miejsca na brytyjskiej liście singli[10].
- Cyndi Lauper wydała swoją wersję piosenki na albumie At Last z 2003 roku. Nagranie ukazało się jako drugi singel z płyty w roku 2004.
- Cover w wykonaniu zespołu The Rippingtons ukazał się w 2005 roku na ich płycie Wild Card.